# جوناثان تافيرناري
جوناثان تافيرناري (بالبرتغالية: Jonathan Tavernari‏) مواليد 18 يونيو 1987 في البرازيل، هو لاعب كرة سلة برازيلي من أصل إيطالي بدأ مسيرته الاحترافية في سنة 2010 يلعب في ليغا باسكيت الدرجة الأولى. يبلغ طوله 6 قدم 6 بوصة (2.0 م).

## فرق لعب لها
- بينهيروس لكرة السلة

## الميداليات
| الميدالية | المسابقة                             |
| --------- | ------------------------------------ |
| ذهبية     | بطولة أمم الأمريكتين لكرة السلة 2009 |

## روابط خارجية
- جوناثان تافيرناري على موقع الاتحاد الدولي لكرة السلة (الإنجليزية)
- جوناثان تافيرناري على موقع كرة السلة الأوروبية.كوم (الإنجليزية)
- جوناثان تافيرناري على موقع كلية كرة السلة في سبورتس رفرنس.كوم (الإنجليزية)
- جوناثان تافيرناري على موقع ريلجم (الإنجليزية)
- جوناثان تافيرناري على موقع بروبوليرز (الإنجليزية)
- جوناثان تافيرناري على موقع سبورتس رفرنس (الإنجليزية)